# Saskatchewan
Saskatchewan és una província canadenca. La major part de la població viu al sud de la província. Limita al nord amb els Territoris del Nord-oest, a l'est amb Manitoba, a l'oest amb Alberta i al sud amb els estats nord-americans de Montana i Dakota del Nord. El nom de la província, i del riu anomenat Saskatchewan que s'hi troba, ve de la llengua cree kisiskāciwani-sīpiy que significa "riu que corre ràpidament". L'activitat econòmica més important de la província és l'agricultura, principalment del blat.

## Demografia
Segons el cens del Canadà de 2011, el principal grup ètnic a Saskatchewan són els alemanys (28,6%), seguits pels anglesos (24,9%), escocesos (18,9%), Canadian (18,8%), irlandesos (15,5%), ucraïnesos (13,5%), francesos (Fransaskois) (12,2%), Primeres Nacions (12,1%), noruecs (6,9%), i polonesos (5,8%).
| Any  | Població  | % Canvi cinc anys | % Canvi deu anys | Rang entre províncies |
| ---- | --------- | ----------------- | ---------------- | --------------------- |
| 1901 | 91,279    | n/a               | n/a              | 8                     |
| 1911 | 492,432   | n/a               | 439.5            | 3                     |
| 1921 | 757,510   | n/a               | 53.8             | 3                     |
| 1931 | 921,785   | n/a               | 21.7             | 3                     |
| 1941 | 895,992   | n/a               | -2.8             | 3                     |
| 1951 | 831,728   | n/a               | -7.2             | 5                     |
| 1956 | 880,665   | 5.9               | n/a              | 5                     |
| 1961 | 925,181   | 5.1               | 11.2             | 5                     |
| 1966 | 955,344   | 3.3               | 8.5              | 6                     |
| 1971 | 926,242   | -3.0              | 0.1              | 6                     |
| 1976 | 921,325   | -0.5              | 3.6              | 6                     |
| 1981 | 968,313   | 5.1               | 4.5              | 6                     |
| 1986 | 1,009,613 | 4.3               | 9.6              | 6                     |
| 1991 | 988,928   | -2.0              | 2.1              | 6                     |
| 1996 | 976,615   | -1.2              | -3.3             | 6                     |
| 2001 | 978,933   | 0.2               | -1.0             | 6                     |
| 2006 | 985,386   | 0.7               | 0.9              | 6                     |
| 2011 | 1,053,960 | 7.0               | 7.6              | 6                     |